# Valeri Poliakov
Valeri Vladímirovich Poliakov (en ruso: Валерий Владимирович Поляков; Tula, RSFS de Rusia, Unión Soviética, 27 de abril de 1942 - 7 de septiembre de 2022) fue un cosmonauta ruso que tiene el récord de permanencia en el espacio en una única misión al estar a bordo de la estación espacial MIR durante catorce meses. Su estancia total en el espacio en todos sus viajes llegó hasta los veintidós meses.

## Biografía
Nace en Tula, Rusia, Unión Soviética el 27 de abril de 1942 con el nombre de Valeri Ivánovich Korshunov, nombre que cambia a Poliakov tras ser adoptado por su padrastro. Se gradúa en 1959 y realiza el doctorado en medicina en Moscú, especializándose en medicina astronáutica. 
Después de ser seleccionado como cosmonauta el 22 de marzo de 1972, va a participar en dos misiones espaciales: la primera en 1989, la cual le permitirá permanecer en la estación MIR durante 240 días; y una segunda en 1994, en la que permanece 437 días, consiguiendo un récord de permanencia en el espacio que no ha sido superado. Aquel mismo año se retiró como astronauta para dedicarse a su profesión de médico. Posteriormente fue diputado-director del Ministerio de la Salud Pública de Moscú.

## Premios y distinciones
- Premio Príncipe de Asturias de Cooperación Internacional (1999), junto a los astronautas Pedro Duque, John Glenn y Chiaki Mukai por la exploración pacífica del espacio.[5]
- Héroe de la Unión Soviética y Héroe de la Federación Rusa por el récord de permanencia en el espacio en una única misión: 437 días.

## Viajes espaciales
- Soyuz TM-6 / Soyuz TM-7 - 28 de agosto de 1988 a 27 de abril de 1989 - 240 días, 22 horas, 34 minutos
- Soyuz TM-18 / Soyuz TM-20 - 8 de enero de 1994 a 22 de marzo de 1995 - 437 días, 17 horas, 58 minutos